# Ballerina (1990)
Ballerina (Originaltitel: Faith) ist ein US-amerikanisches Tanzdrama aus dem Jahr 1990. Für Regie und Drehbuch zeichnete Ted Mather verantwortlich. Die in Deutschland insbesondere durch die Weihnachtsserie Anna bekannt gewordene Schauspielerin Silvia Seidel spielte hier ihre erste internationale Hauptrolle.

## Handlung
Faith wird in München als Tochter eines in Deutschland stationierten US-Soldaten geboren. Schon früh fördern die Eltern ihr Talent als Balletttänzerin. Als der Vater wieder zurück in die Staaten zurückversetzt wird, verschlägt es die nunmehr 17-jährige Faith mit ihrer Familie nach Los Angeles.
Am Tag des Einzugs freundet sie sich mit der fröhlichen Nachbarstochter Cheryl an. Schnell finden die beiden Gemeinsamkeiten: Sie besuchen dieselbe Privatschule und tanzen leidenschaftlich gern. Cheryl empfiehlt ihr jedoch, es mit einem moderneren Tanzstil als Ballett zu versuchen und Faith findet tatsächlich dank ihrer Hilfe schon bald Aufnahme in einem der renommiertesten Tanzstudios der Stadt. 
Doch ein Schicksalsschlag verändert alles: Faiths Eltern kommen bei einem Flugzeugabsturz ums Leben. Völlig auf sich allein gestellt, untersteht die noch nicht volljährige Teenagerin fortan der Fürsorge des Staates. Die für sie zuständige Sozialarbeiterin Miss Davis bringt sie wissentlich bei Pflegeeltern unter, die in erster Linie nur an den ausgezahlten Sozialleistungen interessiert sind. Ein Deal, von dem auch Miss Davis illegalerweise profitiert. Für Faith brechen schwere Zeiten an. Sie kann die Privatschule nicht weiter besuchen und muss auch das Tanzen vorerst aufgeben. Als ihr der ständig betrunkene Pflegevater auch noch Gewalt androht, flüchtet sie Hals über Kopf aus dem Haus.
Doch es kommt noch schlimmer: Auf ihrer Flucht gerät sie prompt an eine Bande jugendlicher Latinos. In höchster Not wird sie von dem jungen Mafiosi Tony gerettet, dessen bloße Präsenz auf die Bandenmitglieder einschüchternd wirkt. Tony, der selbst Vollwaise ist, nimmt die junge Frau mit zu sich und unterstützt sie fortan bei ihren Bestrebungen, den Schulabschluss zu machen und Tänzerin zu werden. Obwohl sie ahnt, dass Tony etwas mit dem organisierten Verbrechen zu tun hat, fasst Faith Vertrauen zu ihm. 
Als der Anführer der Latino-Bande ein zweites Mal versucht, sich an Faith heranzumachen, greift Tony hart durch. Da die Bande in den Drogenhandel der Mafia verstrickt ist und durch Tonys Intervention nun Umsatzeinbußen zu beklagen sind, muss er vor seinem Onkel Sal Abbitte leisten. Bei diesem Gespräch wird Tony plötzlich klar, dass sein Onkel für den bereits Jahre zurückliegenden Mord an Tonys Vater verantwortlich ist. Von Rachegefühlen geplagt, will Tony nun endgültig aus dem Geschäft aussteigen.
Faith entwickelt derweil ihren ganz eigenen, expressiven Tanzstil, den sie auf einer Party durch das Erlernen weiterer Tanzschritte perfektioniert. Ihre große Chance kommt beim Vortanzen zu einem Film, bei dem sie die Jury von sich überzeugen kann und die Hauptrolle erhält. Als Tony sie in der Garderobe aufsucht, ist sie überglücklich und gesteht ihm, dass sie ihn liebt.
In derselben Nacht kommt es am Jachthafen zum Showdown: Sal weiß, dass Tony ihm auf die Schliche gekommen ist. Er fährt mit seinen Neffen ein Stück auf das Meer hinaus, um ihn dort zu erschießen. Doch Faiths Schrei lenkt Sal im entscheidenden Moment ab. Als Tony den älteren Mann niederringt, fällt ein Schuss. Sal liegt regungslos an Deck und die in Flammen aufgehende Jacht droht zu explodieren. Gerade noch rechtzeitig kann Tony sich durch einen Sprung ins Wasser retten. Wieder an Land, erhält er einen Anruf von Don Bassaro, der bereits bestens über die Geschehnisse informiert ist. Der Mafiaboss sieht die Schuld allein bei Sal und belohnt Tony, indem er ihm seinen Segen erteilt und ihn ziehen lässt. Somit steht dem Glück von Tony und Faith nichts mehr entgegen.

## Produktion
Der Film wurde laut Angaben im Abspann im Jahr 1989 vollständig vor Ort in Los Angeles gedreht. Für die kurzen, in München spielenden Außenszenen nutzten die Produzenten demnach Archivmaterial.
Der Film erschien seinerzeit nicht in den US-amerikanischen Kinos und wurde stattdessen mit dem reißerischen Slogan „Alone on the streets, she will do anything to survive“ als Actionthriller auf Video (Filmverleih Vidmark Entertainment) vertrieben.
In Deutschland startete der Film hingegen am 29. März 1990 in den Kinos (Kinoverleih: Neue Constantin). Aus Titelwahl und Werbematerial zum Film (u. a. Neues Film-Programm Nr. 9133) ist abzuleiten, dass Ballerina im deutschsprachigen Raum insbesondere als Tanzdrama beworben wurde, das an die durch Anna erzeugte Erfolgswelle anknüpfen sollte. Dies gelang jedoch nicht einmal ansatzweise, der Film floppte an den Kinokassen.
Ballerina erschien 1991 auf dem deutschsprachigen Markt auch auf VHS (Constantin Video, Bestell-Nr. 1304). Für das Coverbild fand eine Fotomontage Verwendung, bei der Silvia Seidels Kopf auf den Körper einer unbekannten Tänzerin montiert wurde.

## Synchronisation
Die deutsche Synchronbearbeitung des Films entstand 1990 in München. Silvia Seidel synchronisierte sich selbst. Als weiterer Synchronsprecher ist Fred Maire in der Rolle von Faiths Vater zu nennen.

## Filmmusik
Der 1990 von CBS veröffentlichte Soundtrack zum Film enthält die folgenden Lieder:
1. Phantom Lover – Silvia Seidel
2. You – Randy Meisner
3. To Win – Darryl Phinnessee
4. Hard Life – Ted Mather
5. Into The Night – Randy Meisner
6. You're Wrong – Rainey Lewis
7. Hold Me Tonight – Rainey Lewis & Darryl Phinnessee
8. Desert Highway – Darryl Phinnessee

Das im Film zu hörende Lied Can't Stop Crying (Michelle's Smiling) von Ted Mather wurde nicht veröffentlicht. Es ist laut Abspann des Films auch das einzige Musikstück, das nicht von Guido & Maurizio De Angelis produziert wurde.
Die US-Version des Liedes Phantom Lover wurde laut Abspann des Films von Rainey Lewis gesungen. Die von Silvia Seidel gesungene Version erschien auf dem deutschsprachigen Markt auch als Maxi-Single.

## Romanfassung
Unter dem Titel Ballerina Faith erschien 1990 im Verlag Martin Greil GmbH eine von Almuth Link geschriebene Romanfassung des Films (ISBN 3894305304). 

## Rezeption
Das Lexikon des internationalen Films kritisiert den Film als „langweilig, mit miserablen Schauspielern in Szene gesetzt“. Die Story wirke „wie aus der Regenbogenpresse“ entnommen. Einzig die „gut choreographierten Tanzszenen“ fanden lobenswerte Erwähnung.